# Scomberomorus queenslandicus
Scomberomorus queenslandicus ist ein Meeresfisch aus der Familie Scombridae. Sowohl kommerziell als auch in der Sportfischerei ist diese Art von Bedeutung. Es sind Berichte über Ciguateravergiftungen bekannt. Laut der Roten Liste gefährdeter Arten ist die Art nicht bedroht.

## Beschreibung
Die erste Rückenflosse hat für gewöhnlich 17 Hartstrahlen, die zweite Rückenflosse 17 bis 19 Weichstrahlen, die Afterflosse 16 bis 20 Weichstrahlen. Ober- und unterseits des Schwanzstieles befinden sich neun bis elf Flössel. Die Schwanzflosse ist groß und tief gespalten. Die Bauchflossen setzen unter den Brustflossen an. Juvenile Exemplare sind auf den ganzen Flanken im Bereich der welligen Seitenlinie mit großen, dunklen Flecken gemustert, adulte Exemplare nur noch am Schwanzstiel ab der Afterflosse. Die Flanken sind silbrig, der Rücken metallblau. Eine Schwimmblase ist nicht vorhanden. Der spindelförmige Körper erreicht eine Länge von 50 bis 80 Zentimetern.

## Verbreitung, Lebensraum und Biologie
Scomberomorus queenslandicus ist an der ganzen Küste Australiens verbreitet, jedoch nicht zwischen Sydney und dem Spencergolf. Außerdem kommt die Art an der Südküste Neuguineas und des südlichen Indonesischen Archipels vor. Nach Norden hin nimmt die Häufigkeit zu. Oft ist sie in flachem Wasser und in Buchten anzutreffen. Die Ernährung besteht hauptsächlich aus kleinen Fischen, Kopffüßern und Krebstieren.